# Grande Prêmio da Bélgica de 1992
Resultados do Grande Prêmio da Bélgica de Fórmula 1 realizado em Spa-Francorchamps em 30 de agosto de 1992. Décima segunda etapa do campeonato, foi vencido pelo alemão Michael Schumacher, da Benetton-Ford, que subiu ao pódio ladeado por Nigel Mansell e Riccardo Patrese, pilotos da Williams-Renault.

## Resumo
- Durante os treinos, a Ligier de Erik Comas colidiu violentamente na curva Blanchimont, ficando o piloto inconsciente, com o pé no acelerador, e o motor ligado em giro máximo. Ayrton Senna, que vinha logo atrás, imediatamente parou sua McLaren, desceu do carro, e correu até a Ligier acidentada de Comas, para desligar a ignição, evitando assim uma explosão, e os fiscais se encontravam longe do local. Tal ato rendeu eterna gratidão do piloto francês, que até hoje declara que Senna salvou a sua vida.
- Primeira vitória de Michael Schumacher na categoria.[6]
- A Williams é campeã mundial de construtores.
- Última corrida da Andrea Moda Formula. A escuderia foi expulsa depois que seu proprietário, Andrea Sassetti, foi preso por emissão de notas falsas.
- Estreia de Emanuele Naspetti. O italiano assinou com a equipe March para substituir o francês Paul Belmondo.

## Classificação da prova

### Treinos
| Pos.    | Nº | Piloto               | Construtor           | Q1       | Q2       | Dif.     |
| ------- | -- | -------------------- | -------------------- | -------- | -------- | -------- |
| 1       | 5  | Nigel Mansell        | Williams-Renault     | 1:50.545 | 2:07.693 | s/ tempo |
| 2       | 1  | Ayrton Senna         | McLaren-Honda        | 1:52.743 | 2:14.983 | + 2.198  |
| 3       | 19 | Michael Schumacher   | Benetton-Ford        | 1:53.221 | 2:11.770 | + 2.676  |
| 4       | 6  | Riccardo Patrese     | Williams-Renault     | 1:53.557 | s/ tempo | + 3.012  |
| 5       | 27 | Jean Alesi           | Ferrari              | 1:54.438 | 2:11.360 | + 3.893  |
| 6       | 2  | Gerhard Berger       | McLaren-Honda        | 1:54.642 | s/ tempo | + 4.097  |
| 7       | 25 | Thierry Boutsen      | Ligier-Renault       | 1:54.654 | 2:12.153 | + 4.109  |
| 8       | 11 | Mika Häkkinen        | Lotus-Ford           | 1:54.812 | 2:15.987 | + 4.267  |
| 9       | 20 | Martin Brundle       | Benetton-Ford        | 1:54.973 | 2:12.619 | + 4.428  |
| 10      | 12 | Johnny Herbert       | Lotus-Ford           | 1:55.027 | 2:16.726 | + 4.482  |
| 11      | 15 | Gabriele Tarquini    | Fondmetal-Ford       | 1:55.965 | s/ tempo | + 5.420  |
| 12      | 28 | Ivan Capelli         | Ferrari              | 1:56.075 | 2:15.529 | + 5.530  |
| 13      | 4  | Andrea de Cesaris    | Tyrrell-Ilmor        | 1:56.111 | 2:11.341 | + 5.566  |
| 14      | 9  | Michele Alboreto     | Footwork-Mugen/Honda | 1:56.282 | 2:14.734 | + 5.737  |
| 15      | 14 | Eric van de Poele    | Fondmetal-Ford       | 1:56.674 | s/ tempo | + 6.129  |
| 16      | 21 | J. J. Lehto          | Dallara-Ferrari      | 1:56.809 | 2:12.232 | + 6.264  |
| 17      | 32 | Stefano Modena       | Jordan-Yamaha        | 1:56.889 | 2:14.037 | + 6.344  |
| 18      | 16 | Karl Wendlinger      | March-Ilmor          | 1:57.039 | 2:14.765 | + 6.494  |
| 19      | 22 | Pierluigi Martini    | Dallara-Ferrari      | 1:57.267 | s/ tempo | + 6.722  |
| 20      | 29 | Bertrand Gachot      | Venturi-Lamborghini  | 1:57.330 | 2:13.415 | + 6.785  |
| 21      | 17 | Emanuele Naspetti    | March-Ilmor          | 1:57.794 | 2:16.618 | + 7.249  |
| 22      | 3  | Olivier Grouillard   | Tyrrell-Ilmor        | 1:57.818 | 2:13.612 | + 7.273  |
| 23      | 24 | Gianni Morbidelli    | Minardi-Lamborghini  | 1:58.126 | 2:23.090 | + 7.581  |
| 24      | 33 | Maurício Gugelmin    | Jordan-Yamaha        | 1:58.499 | 2:15.268 | + 7.954  |
| 25      | 10 | Aguri Suzuki         | Footwork-Mugen/Honda | 1:58.826 | 2:14.711 | + 8.281  |
| 26      | 30 | Ukyo Katayama        | Venturi-Lamborghini  | 1:59.383 | 2:19.247 | + 8.838  |
| 27      | 23 | Christian Fittipaldi | Minardi-Lamborghini  | 1:59.626 | s/ tempo | + 9.081  |
| 28      | 34 | Roberto Moreno       | Andrea Moda-Judd     | 2:05.096 | 2:24.830 | + 14.551 |
| 29      | 35 | Perry McCarthy       | Andrea Moda-Judd     | 2:15.050 | s/ tempo | + 24.505 |
| 30      | 26 | Erik Comas           | Ligier-Renault       | s/ tempo | s/ tempo | —        |
| Fontes: |    |                      |                      |          |          |          |

### Corrida
| Pos.    | Nº | Piloto               | Construtor           | Voltas | Tempo/Diferença      | Grid | Pontos |
| ------- | -- | -------------------- | -------------------- | ------ | -------------------- | ---- | ------ |
| 1       | 19 | Michael Schumacher   | Benetton-Ford        | 44     | 1:36:10.721          | 3    | 10     |
| 2       | 5  | Nigel Mansell        | Williams-Renault     | 44     | + 36.595             | 1    | 6      |
| 3       | 6  | Riccardo Patrese     | Williams-Renault     | 44     | + 43.897             | 4    | 4      |
| 4       | 20 | Martin Brundle       | Benetton-Ford        | 44     | + 46.059             | 9    | 3      |
| 5       | 1  | Ayrton Senna         | McLaren-Honda        | 44     | + 1:08.369           | 2    | 2      |
| 6       | 11 | Mika Häkkinen        | Lotus-Ford           | 44     | + 1:10.030           | 8    | 1      |
| 7       | 21 | J. J. Lehto          | Dallara-Ferrari      | 44     | + 1:38.237           | 16   |        |
| 8       | 4  | Andrea de Cesaris    | Tyrrell-Ilmor        | 43     | + 1 volta            | 13   |        |
| 9       | 10 | Aguri Suzuki         | Footwork-Mugen/Honda | 43     | + 1 volta            | 25   |        |
| 10      | 14 | Eric van de Poele    | Fondmetal-Ford       | 43     | + 1 volta            | 15   |        |
| 11      | 16 | Karl Wendlinger      | March-Ilmor          | 43     | + 1 volta            | 18   |        |
| 12      | 17 | Emanuele Naspetti    | March-Ilmor          | 43     | + 1 volta            | 21   |        |
| 13      | 12 | Johnny Herbert       | Lotus-Ford           | 42     | Motor                | 10   |        |
| 14      | 33 | Maurício Gugelmin    | Jordan-Yamaha        | 42     | + 2 voltas           | 24   |        |
| 15      | 32 | Stefano Modena       | Jordan-Yamaha        | 42     | + 2 voltas           | 17   |        |
| 16      | 24 | Gianni Morbidelli    | Minardi-Lamborghini  | 42     | + 2 voltas           | 23   |        |
| 17      | 30 | Ukyo Katayama        | Venturi-Lamborghini  | 42     | + 2 voltas           | 26   |        |
| 18      | 29 | Bertrand Gachot      | Venturi-Lamborghini  | 40     | Rodou                | 20   |        |
| Ret     | 25 | Thierry Boutsen      | Ligier-Renault       | 27     | Rodou                | 7    |        |
| Ret     | 28 | Ivan Capelli         | Ferrari              | 25     | Motor                | 12   |        |
| Ret     | 15 | Gabriele Tarquini    | Fondmetal-Ford       | 25     | Motor                | 11   |        |
| Ret     | 9  | Michele Alboreto     | Footwork-Mugen/Honda | 20     | Câmbio               | 14   |        |
| Ret     | 27 | Jean Alesi           | Ferrari              | 7      | Puncture             | 5    |        |
| Ret     | 3  | Olivier Grouillard   | Tyrrell-Ilmor        | 1      | Acidente             | 22   |        |
| Ret     | 2  | Gerhard Berger       | McLaren-Honda        | 0      | Transmissão          | 6    |        |
| Ret     | 22 | Pierluigi Martini    | Dallara-Ferrari      | 0      | Rodou                | 19   |        |
| DNQ     | 23 | Christian Fittipaldi | Minardi-Lamborghini  |        |                      |      |        |
| DNQ     | 34 | Roberto Moreno       | Andrea Moda-Judd     |        |                      |      |        |
| DNQ     | 35 | Perry McCarthy       | Andrea Moda-Judd     |        |                      |      |        |
| DNQ     | 26 | Erik Comas           | Ligier-Renault       |        | Acidente nos treinos |      |        |
| Fontes: |    |                      |                      |        |                      |      |        |

## Tabela do campeonato após a corrida
| Pos.    | Piloto             | Pontos |
| ------- | ------------------ | ------ |
| 1       | Nigel Mansell      | 98     |
| 2       | Riccardo Patrese   | 44     |
| 3       | Michael Schumacher | 43     |
| 4       | Ayrton Senna       | 36     |
| 5       | Gerhard Berger     | 24     |
| Fontes: |                    |        |

| Pos.    | Construtor       | Pontos |
| ------- | ---------------- | ------ |
| 1       | Williams-Renault | 142    |
| 2       | Benetton-Ford    | 64     |
| 3       | McLaren-Honda    | 60     |
| 4       | Ferrari          | 16     |
| 5       | Lotus-Ford       | 11     |
| Fontes: |                  |        |

- Nota: Somente as primeiras cinco posições estão listadas e os campeões da temporada surgem grafados em negrito.